# Falima Teao
Falima Teao (ur. w 1931 roku) – polityk Tokelau, terytorium zależnego Nowej Zelandii, szef jego rządu w latach 1997–1998.
Od stycznia 1996 do stycznia 1999 był wodzem (Faipule) klanu na atolu Fakaofo. W roku 1997 został pierwszą osobą, która wykonała międzynarodowe połączenie telefoniczne z Tokelau – do tego czasu było to ostatnie terytorium, gdzie było to niemożliwe. Zadzwonił wówczas z gratulacjami do premiera Nowej Zelandii Jima Bolgera. W 2004 roku był jednym z dwóch praktykujących tam dentystów.